# Louis Brennan

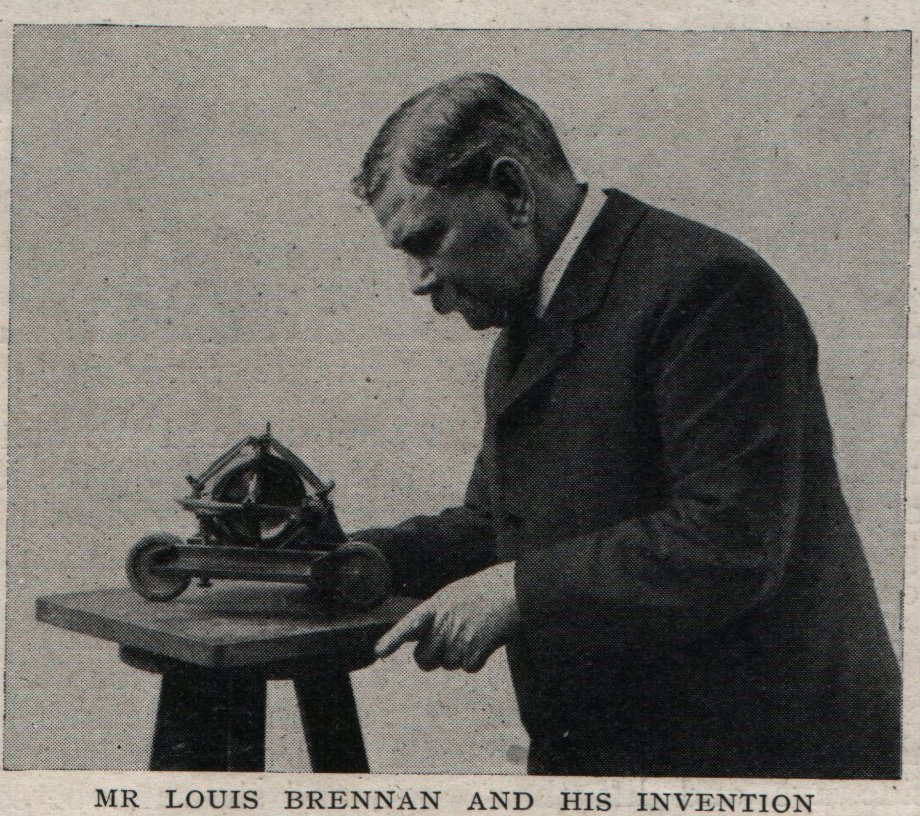
Louis Brennan

Louis Brennan (* 28. Januar 1852 in Castlebar, County Mayo, Irland; † 17. Januar 1932 in Montreux, Schweiz) war ein irisch-australischer Konstrukteur und Erfinder. 

## Leben und Werk
Der gebürtige Ire wanderte noch als Kind 1861 mit seiner Familie nach Australien aus und begann seine berufliche Laufbahn als Uhrmacher. Bald verlegte er sich auf die Waffenkonstruktion; er gilt als erster innovativer Waffenkonstrukteur in Australien. Von dem Professor für Maschinenbau W. C. Kernot beraten, entwickelte er 1874 mit dem „Brennan-Torpedo“ den ersten drahtgesteuerten Torpedo; 1877 meldete er diesen zum Patent an. Nach der Annahme seiner Torpedokonstruktion vom britischen Kriegsministerium wurden ihm 110.000 Pfund bezahlt. Daraufhin baute er eine staatliche Fabrik in Gillingham (Kent) auf, die den Torpedo produzieren sollte. Da der Torpedo von einem fahrenden Schiff schwer zu steuern war, wurde das Projekt schließlich aufgegeben.

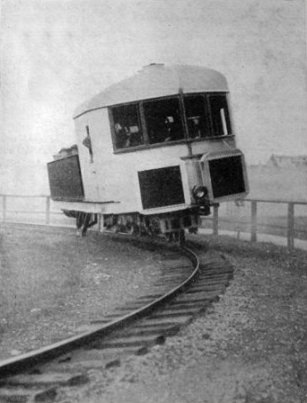
Brennans Einschienenbahn

1903 ließ Brennan eine Einschienenbahn patentieren, die durch ein Kreiselsystem stabilisiert wurde. Am 10. November 1909 führte er diese Bahn erfolgreich in Gillingham vor, 1910 bei einer Ausstellung in der White City im heutigen London Borough of Hammersmith and Fulham. Aus Furcht davor, dass die Kreisel versagen könnten, wurde sein System trotz anfänglicher Anerkennung jedoch nie außerhalb von Versuchsfahrten verwendet. In Deutschland wurde es vor allem von dem Großverleger August Scherl propagiert, der es allerdings als „gleichzeitige“ Erfindung seines Sohnes Richard ausgab. Scherls Projekt einer Einschienenbahn am Taunusrand gedieh über die Planungsphase jedoch nie hinaus.
Im Ersten Weltkrieg war Brennan im britischen Munitionsministerium tätig, von 1919 bis 1926 im Royal Aircraft Establishment in Farnborough. Dort entwickelte er einen Hubschrauber, dessen Modell jedoch bei einem Flugunfall zerstört wurde.
Brennan war 1922 Gründungsmitglied der National Academy of Ireland.
Die Bibliothek in Gillingham verwahrt seinen Nachlass.